# Sébastien Bassong
Sébastien Bassong (París, Francia, 9 de julio de 1986) es un futbolista camerunés que juega de defensor.

## Selección nacional
Ha sido internacional con la selección de fútbol de Camerún en 18 ocasiones.

### Participaciones en Copas del Mundo
| Mundial                        | Sede      | Resultado    |
| ------------------------------ | --------- | ------------ |
| Copa Mundial de Fútbol de 2010 | Sudáfrica | Primera fase |

## Clubes
| Club                                   | País       | Año       |
| -------------------------------------- | ---------- | --------- |
| F. C. Metz                             | Francia    | 2005-2008 |
| Newcastle United F. C.                 | Inglaterra | 2008-2009 |
| Tottenham Hotspur F. C.                | Inglaterra | 2009-2012 |
| Wolverhampton Wanderers F. C. (cedido) | Inglaterra | 2012      |
| Norwich City F. C.                     | Inglaterra | 2012-2017 |
| Watford F. C. (cedido)                 | Inglaterra | 2014-2015 |
| Peterborough United F. C.              | Inglaterra | 2018-2019 |
| Volos N. F. C.                         | Grecia     | 2019      |

## Palmarés

### Campeonatos nacionales
| Título  | Club       | País    | Año  |
| ------- | ---------- | ------- | ---- |
| Ligue 2 | F. C. Metz | Francia | 2007 |